# Oxana Karpunenko
Oxana Karpunenko –en ruso, Оксана Карпуненко– (17 de mayo de 1991) es una deportista rusa que compitió en halterofilia. Ganó una medalla de plata en el Campeonato Europeo de Halterofilia de 2014, en la categoría de 75 kg.

## Palmarés internacional
| Campeonato Europeo | Campeonato Europeo | Campeonato Europeo | Campeonato Europeo |
| Año                | Lugar              | Medalla            | Categoría          |
| ------------------ | ------------------ | ------------------ | ------------------ |
| 2014               | Tel Aviv (Israel)  | Medalla de plata   | 75 kg              |